# Soberanismo de Quebec
El soberanismo de Quebec o el movimiento independentista de Quebec describe la ideología y el movimiento social que reivindica a Quebec como un país soberano. Quebec es actualmente una de las cuatro provincias fundadoras de la Confederación canadiense. Según el soberanismo, la provincia tendría que abandonar la federación y convertirse en un Estado soberano totalmente independiente de Canadá.
La ideología independentista se fundamenta sobre la idea de que los quebequeses forman una nación y, por consiguiente, tienen el derecho a la autodeterminación. Esta se apoya sobre un número de particularidades históricas, culturales y lingüísticas de la provincia con respecto al resto de Canadá (ver el artículo Quebec).
La ideología independentista se opone al federalismo quebequés, ya que recomienda la ruptura de los vínculos entre Quebec y Canadá. Difiere también de la autonomismo quebequés ya que los partidarios de este, aunque abogan por una descentralización de los poderes, desean la continuidad de Quebec como una provincia canadiense. Sin embargo, varios independentistas están también a favor de una descentralización.

## Vocabulario
En la práctica, los términos « independentista », « soberanismo » y « separatista » son utilizados para calificar la ideología y el movimiento social de soberanismo. La diferencia entre las apelaciones puede significar una cierta diferencia ideológica. La utilización del término « independentista » es empleado a menudo para designar la voluntad de un país de ser plenamente independiente, mientras que el « soberanismo » involucra también  proyectos de independencia parcial siempre y cuando vengan con una independencia legal, es decir un derecho de retirada ilimitada. Sin embargo, esta distinción se realiza cada vez menos, y no ha sido jamás reconocida por los opositores. El término « soberanismo » es el término más empleado desde 1968 hasta el presente.
Sin embargo, la utilización del término « separatista » es percibido a veces como peyorativo hacia Quebec. Además, la mayoría de los discursos políticos del primer ministro de Canadá utilizan el término « soberanismo » en francés con el fin de moderar los propósitos cerca del electorado quebequés y el término separatista (« separatista ») en inglés con el fin de acentuar la dimensión negativa del proyecto[réf. a confirmar].
El término « secesión»/« secesionista » es mucho más raro, incluso ausente del vocabulario quebequés y canadiense.
Contrariamente, el vocabulario vigente en otros países, el término « autonomía »/« autonomista » no designa casi nunca una forma de soberanía de Quebec, ya que él se refiere tradicionalmente a movimientos de reforma de la federación o de afirmación institucional de la provincia (relaciones diplomáticas fuera de-Canadá, creación del reporte de impuesto quebequés y de la Caja de impuestos, etc). Es pues asociado al autonomismo quebequés.

## Historia

### Orígenes
Los orígenes del soberanismo quebequés se remontan al siglo XIX.

### Impulso (años 1960)
Antes esta época, ni los nacionalistas tradicionales de la Unión nacional ni aquellos del Partido liberal de Quebec eran partidarios de la independencia. A pesar de los eslóganes electorales tales Maestros en nuestra casa de las libertades, e Igualdad o independencia en los unionistas, ninguno de los dos principales partidos no comenta la política que va más allá de meras demandas de reformas constitucionales.

### Época contemporánea
La idea de la soberanía de Quebec es defendida siempre por una porción importante de la población quebequesa. Desde el comienzo de los años 2010 hasta nuestros días, el espaldarazo a la soberanía recoge entre el 35 % al 40 % de apoyo. Aunque la separación de ideas entre la ideología federalista y el soberanismo son importantes, el debate entre la izquierda y la derecha toma también un lugar de relevancia.

## Ideología

### Principios generales
El objetivo de la ideología y del movimiento de soberanía, es sacar a relucir la idea de que Quebec se convierta en un país separado de Canadá. No obstante, varios soberanistas proponen establecer varias cooperaciones futuras con Canadá.
La idea de la soberanía de Quebec está fundada sobre una visión e interpretación nacionalista de los hechos históricos y realidades sociológicas de Quebec, que atestiguan la existencia de un pueblo y de una nación quebequesa.
Los soberanistas creen que el resultado normal de la aventura colectiva de los quebequeses será alcanzada con la independencia política, cosa que entrevén como posible únicamente si Quebec se convierte en un Estado soberano y si sus habitantes se gobiernan ellos-mismos por el sesgo de instituciones políticas democráticas independientes, y si son libres de establecer relaciones exteriores sobre la base de tratados.
Por el sesgo del federalismo canadiense, los quebequeses ejercen actualmente uno cierto control sobre el Estado quebequés, no obstante al seno de Canadá como es constituido actualmente, Quebec no posee todos los poderes constitucionales que le permitirían trabajar como país soberano.
Si bien, seguidamente se trata de una corriente de orden político,  preocupaciones de orden cultural y social son igualmente la base del deseo de emancipación por la vía independentista de una parte de la población quebequesa, que son mucho más antiguas que el movimiento de soberanismo y se refieren propiamente a la cuestión de la identidad nacional de cada quebequés, todas tendencias políticas confundidas. El argumento cultural principal de los soberanistas sostiene que sola una ciudadanía nacional quebequesa permitiría resolver el problema de la identidad cultural quebequesa en el contexto norteamericano. Sentando la futura nacionalidad quebequesa sobre conferencias jurídicas, los soberanistas creen que la identidad cultural de los quebequeses y así de su memoria colectiva, definida por sus élites intelectuales, será protegida adecuadamente, sobre todo contra las recuperaciones por otras naciones, como por ejemplo el himno nacional de Canadá, que tiene su origen en un canto patriótico canadiense-francés. Una ciudadanía nacional vendría a resolver de manera adecuada y definitiva la delicada cuestión de la lengua francesa en Quebec, lengua de mayoría quebequesa, no obstante lengua de una minoría cultural en el seno de Canadá.

### Soberanismo de izquierda
La ideología y el movimiento de soberanía quebequés son ampliamente asociados a la socialdemocracia y la secularización, sobre todo porque el soberanismo se ha desarrollado durante la revolución tranquila, un proceso de secularización y de creación estatal de providencia quebequesa. Los partidos políticos y los grupos que han hecho la promoción de la soberanía han sido a menudo percibidos, a culpa o a razón, como grupos políticamente de izquierda.[cita requerida] Han desarrollado en Quebec un nacionalismo de izquierda que asocia las ideas sociales-demócratas y de secularización con el nacionalismo.

### Soberanismo de derecha
Hay también una franja del soberanismo quebequés asociado a ideas más conservadoras. De los pensadores como Lionel Groulx quienes han deseado crear un Quebec independiente para hacer aflorar la lengua francesa y la religión católica.[cita requerida]

### La ruptura de los vínculos con Canadá
La ideología y el movimiento soberanista apuntan la constitución de un país soberano para Quebec. Sin embargo, la ideología reagrupa varias franjas que aceptan o no la persecución de ciertos vínculos con Canadá. Así, durante los años 1980, el Partido quebequés recomendaba un proyecto de soberanía de asociación que comprendía ciertos vínculos con Canadá.
Asimismo, ciertos militantes del Partido liberal de Quebec al principio de los años 1990 deseaba una forma de soberanía quebequesa con la condición de que existiese un Parlamento unido entre Quebec y Canadá.
Otras franjas, más mayoritarias, reclaman la constitución de un país soberano que negociaría en lo sucesivo con Canadá para ciertos acuerdos comerciales y territoriales (ej. : moneda común, libre circulación, cooperación económica, etc.).

## Opinión pública
Atención : los resultados siguientes no son todos en respuesta a la misma cuestión. Hace falta distinguir principalmente tres cuestiones : la de 1980 (utilizada en 1979-1980), la de 1995 (utilizada en 1995-2004), y la cuestión de la mera independencia, utilizada sobre todo antes 1968 y después de 2004. Encontrar también otros cuestiones similares. Finalmente, los resultados son representados a veces en no contando los indecisos (referéndums) o contándolos separadamente (sondeos « antes de la repartición »).
Fuera de esta tabla, se puede también encontrar otras versiones de los resultados de sondeo, como el reparto proporcional (que considera que los indecisos no cuentan ) y otras fórmulas de repartición (repartición CROP de 1995).
Los resultados siguientes solo sirven de ejemplo. Poder encontrar listas de resultados mucho más completas en otro lugar, como en los informes CROP y los archivos de Claire Durand.
|                    | SÍ     | NO     | Firma          |
| ------------------ | ------ | ------ | -------------- |
| Noviembre de 1976  | 12,0 % | 66,0 % | Maurice Pinard |
| Febrero de 1977    | 16,0 % | 66,0 % | Sorecom        |
| Mayo de 1978       | 14,0 % | 79,0 % | INCI           |
| Junio de 1979      | 30,0 % | 56,0 % | CROP           |
| Referéndum de 1980 | 40,4 % | 59,6 % |                |
| Marte 1981         | 34,7 % | 40,1 % | CROP           |
| Abril de 1982      | 41,0 % | 48,0 % | CROP           |
| Abril de 1983      | 38,0 % | 57,0 % | CROP           |
| Abril de 1984      | 32,0 % | 59,0 % | CROP           |
| Noviembre de 1985  | 34,0 % | 51,0 % | Sorecom        |
| Enero de 1988      | 31,5 % | 58,8 % | CROP           |
| Julio de 1989      | 33,0 % | 57,0 % | Gallup         |
| Abril de 1990      | 42,0 % | 45,0 % | Gallup         |
| Abril de 1991      | 48,0 % | 43,0 % | CROP           |
| Febrero de 1992    | 47,2 % | 41,2 % | CROP           |
| Mayo de 1993       | 46,0 % | 47,0 % | CROP           |
| Marte 1994         | 41,0 % | 50,0 % | CROP           |
| Referéndum de 1995 | 49,4 % | 50,6 % |                |
| Febrero de 1996    | 47,2 % | 32,5 % | Ligero         |
| Abril de 1997      | 48,6 % | 43,7 % | Ligero         |
| Abril de 1998      | 40,3 % | 51,2 % | Ligero         |
| Abril de 1999      | 43,9 % | 50,2 % | Ligero         |
| Febrero de 2000    | 33,5 % | 47,9 % | CROP           |
| Mayo de 2001       | 39,5 % | 48,6 % | Ligero         |
| Septiembre de 2002 | 33,0 % | 61,0 % | Ligero         |
| Noviembre de 2003  | 41,3 % | 49,1 % | CROP           |
| Agosto de 2004     | 41,6 % | 49,5 % | CROP           |
| Junio de 2005      | 44,6 % | 49,0 % | CROP           |
| Abril de 2006      | 41,0 % | 53,0 % | Ligero         |
| Mayo de 2007       | 37,0 % | 59,0 % | Ligero         |
| Enero de 2008      | 37,0 % | 57,0 % | CROP           |
| Junio de 2009      | 34,0 % | 54,0 % | Angus Reid     |
| Abril de 2010      | 39,9 % | 52,8 % | Ligero         |
| Abril de 2011      | 37,0 % | 49,0 % | Ligero         |
| Enero de 2012      | 37,0 % | 50,0 % | Ligero         |
| Agosto de 2012     | 28,0 % | 62,0 % | CROP           |
| Noviembre de 2012  | 34,0 % | 66,0 % | CROP           |
| Marte 2013         | 33,0 % | 57,0 % | Ligero         |
| Enero de 2014      | 37,0 % | 50,0 % | Ligero         |

Nota: Los sondeos de 1976 a 1985 utilizaban a menudo el término soberanía de asociación antes que de incluir el término independencia en sus preguntas. Cuando era una pregunta de independencia, el espaldarazo popular era ampliamente inferior a las cifras presentadas.

## Puesta en marcha

### El proyecto de soberanía
El soberanismo quebequés implica la consecución de la soberanía de Quebec. Este proyecto apunta la apuesta sobre pie de un país soberano.

### Modo de adhesión a la soberanía
Al seno de la ideología soberanista, hay diferentes visiones de la apuesta en marcha del proyecto.
El incrementalismo es una doctrina que pretende consultar los quebequeses por el sesgo de un referéndum antes de acceder a la soberanía. Ha sido elaborada por el antiguo ministro péquiste Claude Morin. Se trata en la actualidad de la doctrina mayoritaria al seno del movimiento soberanista. Ha sido adoptada por el Partido quebequés, al igual que Quebec solidario. A dos recuperaciones, el Partido quebequés ha puesto en marcha la doctrina del incrementalismo en una consulta para los quebequeses sobre el proyecto de soberanía. Los quebequeses han rechazado el proyecto, sin embargo, por un débil marge en el referéndum de 1995 (49,42 % a favor contra el 50,58 % en contra).
Al opuesto, algunos soberanistas recomiendan la doctrina de la elección del referéndum. Según estos últimos, un partido político electo por la Asamblea nacional de Quebec y que en cuyo mandato se realice la soberanía de Quebec podría declarar unilateralmente la soberanía. Esta doctrina ha levantado varias críticas ya que un partido puede ser elegido mayoritariamente por la Asamblea nacional sin recoger la mayoría de voz entre la población.

## Organizaciones soberanistas

### Partidos políticos
En 2011, entre los partidos políticos provinciales activos, seis se identifican a la ideología soberanista. El más importante entre ellos es sin ninguna duda el Partido quebequés. Fundado en 1968, el Partido quebequés pretendía unir el conjunto de los soberanistas quebequeses. Ha estado en el poder alrededor de cerca de una veintena de años (de 1976 a 1985 de 1994 a 2003 y de 2012 a 2014). En 1980 y en 1995, el Partido Quebequés ha mantenido un referéndum sobre la soberanía de Quebec. El premier ha sido rechazado por el 59,6% de los quebequeses, y el segundo ha sido rechazado por el 50,4% de los quebequeses.
Los partidos Quebec solidario (Québec solidaire) y Opción nacional (Option nationale) son también dos partidos soberanistas de Quebec. Todos dos sociales-demócratas, los partidos se distinguen sin embargo sobre la prioridad de conceder al proyecto de soberanía. El primero, Quebec solidario, desea la adhesión de Quebec a la soberanía con el fin de poner en marcha un proyecto social progresista. Por su parte, Opción nacional propone la soberanía como prioridad.
Otros partidos quebequeses son también soberanistas, como el Partido independentista, el Partido comunista de Quebec y el Partido marxista-léninista de Quebec

### Grupos y organizaciones
Hay en Quebec un gran número de grupos de presión y de organizaciones soberanistas. El Consejo de la soberanía de Quebec es una organización que pretende promover el movimiento soberanista. El Movimiento nacional de las quebequesas y Quebequeses reagrupa una parte de las organizaciones nacionalistas que pretenden promover el soberanismo y la defensa de la lengua francesa.
De los grupos de presiones más radicales existen también como la Cobertura de Aguante del quebequés que organiza regularmente manifestaciones para promover la soberanía de Quebec.
El soberanismo ha sido también adoptado por el Frente de liberación de Quebec, una organización en cuyas ciertas células son responsables de los actos terroristas.

## Apoyo exterior
El indépendantisme quebequés se ha beneficiado del apoyo exterior. Uno de los más  conocidos es el del general de Gaulle, autor de la declaración : «¡ Viva el Quebec libre ! »
Esta declaración es coherente con el pensamiento del general de Gaulle, unido a la idea de la independencia de las naciones y sensible al impacto histórico de la pérdida de Canadá por Francia.
Así, el general de Gaulle declaró a Alain Peyrefitte en septiembre de 1965 : « El porvenir de la Canadá francesa, es la independencia. Habrá una República francesa de Canadá ». Según Alain Peyrefitte, « sin prejuzgar la forma en la que la soberanía quebequesa debería tomarse, de Gaulle, con este sentido histórico que valió en Francia su salvación, vino pues a Montreal, en julio 1967, a exhortar los canadienses franceses a preservar su identidad francesa cuya, bajo Louis XV, la indiferencia de las élites francesas habrían bajado. « Viva el Quebec libre » no fue más improvisado que la llamada del 18 de junio de 1940. La llamada a la libertad, lanzado el 24 de julio, no hubo nada fortuito. »
Asimismo, la proposición del embajador francés de Ottawa que sugiere asociar a Francia al centenario de Canadá, De Gaulle respondió por una apostilla en fecha del 6 de diciembre de 1966 : « No es cuestión que yo direccioné un mensaje a Canadá para celebrar su ‘‘centenario’’. Podemos tener buenas relaciones con el conjunto del Canadá como es ahora. Tenemos que tener  excelentes relaciones con el Canadá francés. Pero no tenemos por qué felicitar ni los canadienses ni a nosotros mismos de la creación de un ‘‘Estado’’ fundado sobre nuestra derrota de antaño y sobre la integración de una parte del pueblo francés en un conjunto británico. Por otra parte, esta unión que se ha convertido en una precariedad… »